# Only Inhuman
Only Inhuman je druhé album skupiny Sonic Syndicate vydané v roce 2007 u vydavatelství Nuclear Blast. O rok později bylo album vydáno spolu se záznamem koncertu v Německu z června roku 2007.

## Seznam skladeb
1. Aftermath - 07:13
2. Blue Eyed Fiend - 07:06
3. Psychic Suicide - 03:48
4. Double Agent 616 - 03:52
5. Enclave - 04:13
6. Denied - 03:55
7. Callous - 03:49
8. Only Inhuman - 04:14
9. All About Us - 04:35 (t.A.T.u. cover)
10. Unknown Entity - 03:55
11. Flashback - 03:40
12. Freelancer - 3:43 (Pouze na limitované a Japonské verzi)
13. My Soul In #000000 - 3:45 (Pouze na Japonské verzi)

## Lineup
- Richard Sjunnesson – zpěv
- Roland Johansson – zpěv
- Roger Sjunnesson – elektrická kytara, klávesy
- Robin Sjunnesson – elektrická kytara
- Karin Axelsson – basová kytara
- John Bengtsson – bicí